# Théâtre algérien
Le théâtre algérien a pris son essor dans les premières années du XXe siècle.
Il existe en Algérie comme dans le reste du monde arabe, des formes d'expression théâtralisées, telles celles des conteurs dans les spectacles de Khalqa, ou des Meddhas. S'y ajoutent d'autres formes, telles que les sketches joués à l'occasion de pèlerinages, ou le théâtre d'ombres. Toutefois, le débat a fait rage entre spécialistes pour savoir si ces formes avaient influencé ou pas le théâtre, certains y voyant une forme de proto-théâtre, tandis que les autres reprochaient aux premiers une vision occidentalo-centrée quand ce n'était pas une forme de racisme. Toujours est-ils que parmi les dramaturges les plus connus,  le premier à avoir utilisé la Halga, comme scénographie et avec emploi du Meddah, fut Kadour Naimi. Ensuite, deux au moins, Abdelkader Alloula et Kateb Yacine, ont explicitement indiqué vouloir intégrer Halqa et Meddha dans leur œuvre.  
Quant aux pionniers algériens Allalou et Rachid Ksentini, qui ont réussi à populariser la forme classique occidentale en arabe dialectal après les échecs des représentations existantes en arabe littéraire, ils ont largement recouru aux techniques des conteurs traditionnels.

## Genèse

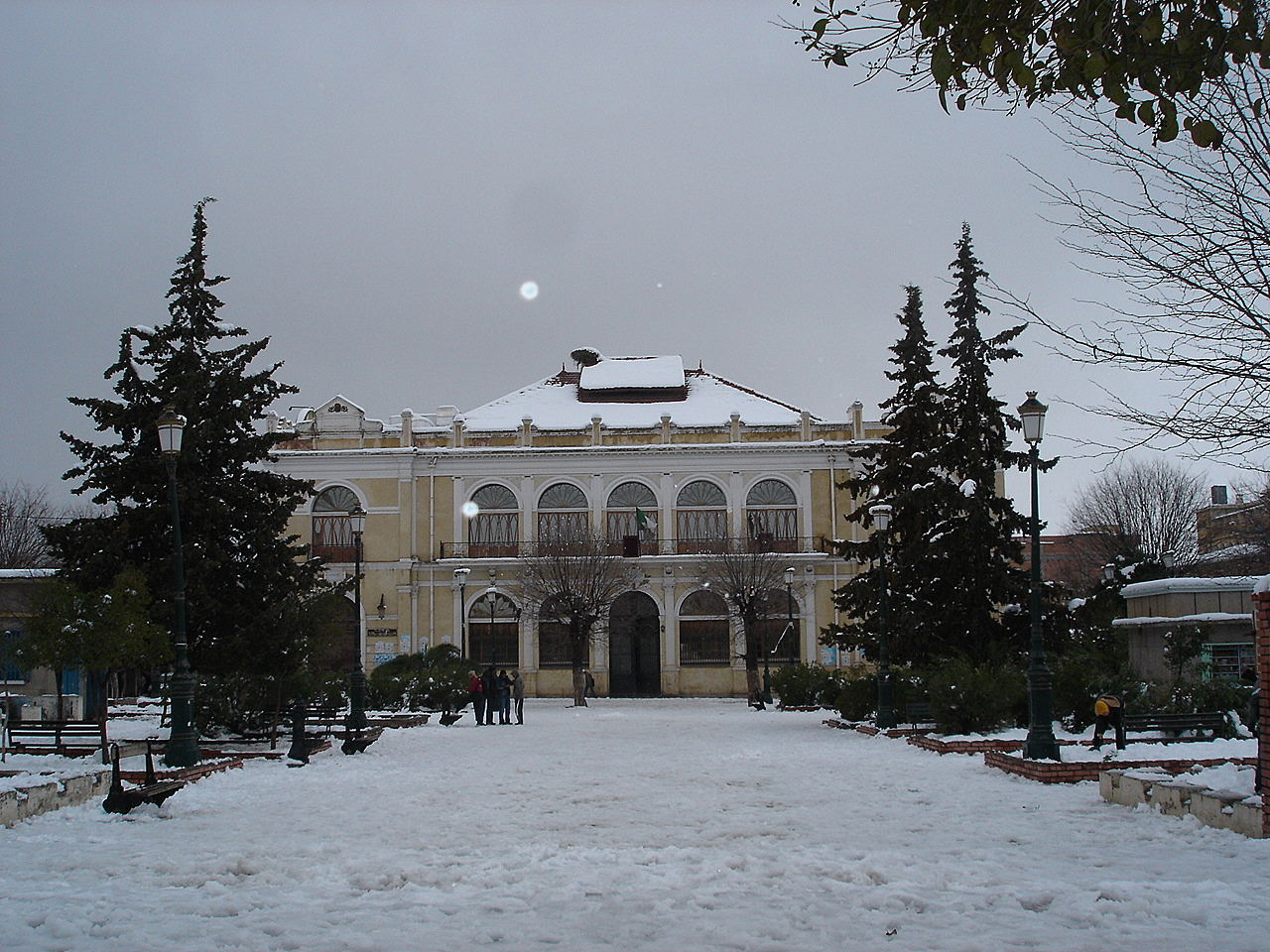
Théâtre régional de Batna

C'est en voulant gagner l'argent qui leur était nécessaire pour accomplir le pèlerinage de la Mecque que des poètes et conteurs ambulants appelés Meddah ou Guwâl, se produisaient sur les places publiques, donnant naissance à une ébauche du métier de comédien.
À la veille de la première guerre mondiale, des personnages divers apparaissent dans des saynètes ou des spectacles de Garagouz, formant peu à peu un véritable répertoire joué lors de cérémonies telles que les mariages, les circoncisions, ou lors des pèlerinages des Zawiyyas, à l'occasion desquels les gens de la ville apportaient le Rgab, la musique inaugurant ces célébrations.
Des confréries se produisent également lors de ces cérémonies dont une, la confrérie des Îssawas, qui laissera une trace mémorable à travers le Maghreb en raison du caractère très spectaculaire de ses danses rituelles. Mais des spectacles occidentaux comme le boulevard et le vaudeville ont pu, dans l'Algérie coloniale, influencer les pionniers du théâtre algérien que furent Rachid Ksentini (1887-1944), et Mahieddine Bachtarzi (1897-1986) et Allalou (1902-1992). Ce dernier pratiquait le chant religieux. D'autres auront contribué de façon cruciale à cette genèse : les étudiants des Médersas.
La première pièce de théâtre publiée en arabe l'a été par l'Algérien Abraham Daninos (1797-1872) en 1847 ; il s'agit d'une création originale et non d'une adaptation d'une œuvre européenne.
Selon Mahboub Stambouli, la première pièce fut jouée en 1910. Les premières pièces algériennes, à cette époque étaient sans rayonnement important en raison de la censure qu’exerçait la tutelle coloniale, qui craignait notamment que les pièces ne dérivent vers des sujets d’ordre subversif, par conséquent les éternelles questions domestiques constituaient les thèmes principaux, mais qui étaient cependant loin de refléter la réalité socioculturelle des Algériens.

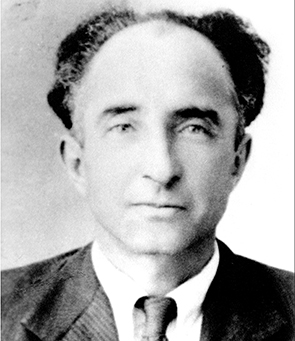
Rachid Ksentini (1887-1944)
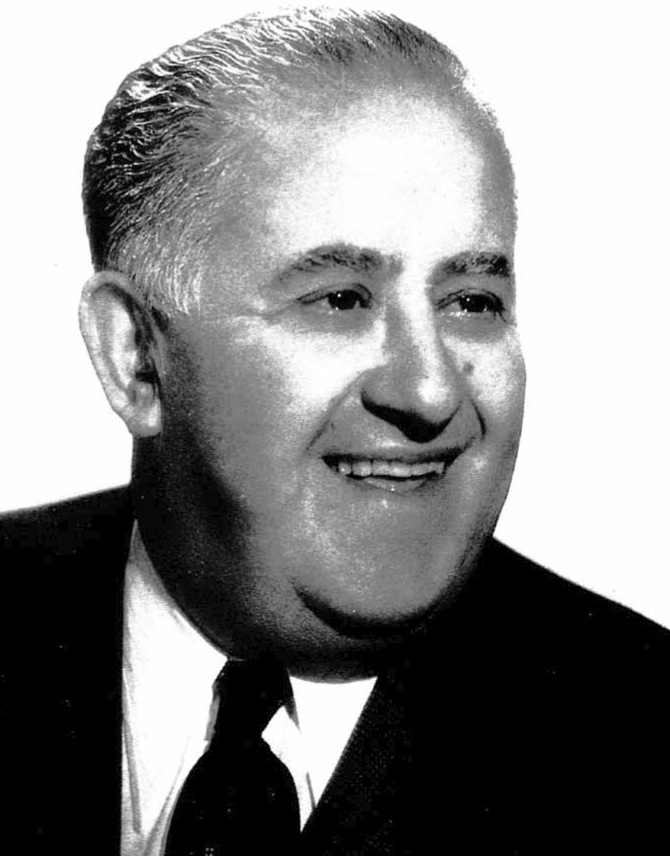
Mahieddine Bachtarzi (1897-1986)
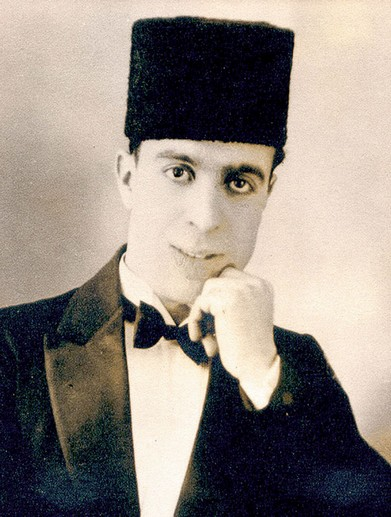
Allalou (1902-1992)
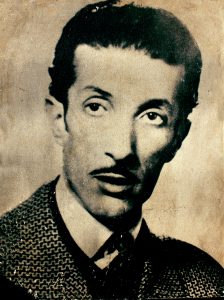
Mohamed Touri (1914-1959)

## Le problème de la langue
En 1921, un acteur libano-égyptien, Georges Abiad, organise une tournée à travers les pays d'Afrique du Nord avec deux pièces écrites et jouées en arabe classique : Salaheddine-El-Ayyubi, tirée de Le Talisman de Walter Scott; et Th'ratu-l'Arab, tirée du roman Le Dernier des Abencérages de Chateaubriand, les deux textes écrits par Najib El-Haddad.
La tournée a un certain succès en Tunisie et ailleurs, mais c'est l'échec en Algérie dont le public ne compte alors qu'une élite infime de musulmans francophones et une masse non initiée, ne parlant que l'arabe dialectal.
Néanmoins, à la faveur de cette période marquée par une intense activité intellectuelle, d'échanges entre les différentes communautés (musulmanes, chrétiennes et juives), le désir se manifeste de créer un théâtre en Arabe classique et des projets affleurent, portant essentiellement sur des thèmes sociaux comme les méfaits de l'alcool : Badî de Ali-Chérif Tahar, donnée au Nouveau-théâtre d'Alger, en 1924, mais aucun ne connaît de succès face à un public demeurant profane en matière de théâtre et sans aucune connaissance de l'arabe classique. C'est pourtant à cette période, dans une Algérie colonisée qu'émerge l'idée du théâtre comme moyen d'expression politique, avec la production, en décembre 1922 par un groupe indépendant, de la pièce Fi sabil El-Watan, (« Pour la patrie »), aussitôt interdite.

## Les débuts
En 1926, ce sont les comédiens Allalou et Dahmoun qui les premiers permettent qu'une étape décisive dans cette quête pour une langue du théâtre algérien soit franchie. Inspirés par un des personnages les plus populaires que recèlent les contes de tradition orale, Djeha, ils décident, dans une démarche alliant thème, genre et langue — la pièce traite du mariage forcé et du rôle des marabouts — de mettre en scène en avril 1926, en dialecte casbadji, les farces du célèbre personnage. Le succès est assuré, contribuant formellement à l'implantation du théâtre à travers tout le pays, malgré l'opposition de ceux qui le rejetaient par principe religieux, association des Oulémas au premier rang.
Pour d'autres cependant, et notamment la catégorie des initiés, le choix de l'arabe dialectal n'est pas de nature à intégrer un répertoire noble et par conséquent est jugé inopérant. En dépit de cela, son développement se poursuit, révélant en 1946 un jeune acteur issu de la société bourgeoise intellectuelle musulmane de Souk Ahras (Est de l'Algérie), Mustapha Kateb (1920-1989), vite à l'initiative de la création d'une troupe municipale arabe à l'Opéra d'Alger.
À partir des années quarante, de grands noms du théâtre émergent tels que Mahieddine Bachtarzi, Rachid Ksentini, Djelloul Bachdjerrah (1908-1971), Aicha Adjouri (alias Mme Keltoum) (1916-2010). Ces figures vont constituer le premier noyau de dramaturges algériens qui accompagnent, de façon soutenue, le mouvement d’affranchissement qui s’est saisi du peuple algérien, puisque durant la Révolution algérienne, des troupes théâtrales font des tournées à travers plusieurs pays du monde, dans le but de faire connaître le combat mené par les Algériens contre la domination coloniale.
Dès 1930, les rôles féminins sont assurés par des femmes, vite célèbres, comme Marie Soussan et Keltoum.

## Après l'indépendance
Après l’indépendance, le théâtre suit la même trajectoire que le cinéma. Cependant, l’avantage du théâtre reste d’être plus critique à l’égard de certaines transformations sociales, politiques et culturelles que connaît alors la société algérienne. Animées par des dramaturges de talent à l’image de Kadour Naimi, Kateb Yacine, ces pièces ont pour thèmes dominants les principales préoccupations des Algériens face au changement de statuts et de mœurs.
Par la suite, une nouvelle vague de jeunes comédiens et de dramaturges font leur apparition sur la scène théâtrale, cette épopée est menée par des figures telles que Abdelkader Alloula, Allel Mouhib, Hadj Smaine, Abderrahmane Kaki (1934-1995), Med Seghir, Azeddine Madjoubi, Benguettaf et Slimane Benaïssa. Leurs créations sont nombreuses et souvent de bonne qualité.
Cette nouvelle génération d'artistes prend le relais des aînés qu'étaient Allalou, Bachtarzi et Ksentini en suscitant l'éclosion de nombreux collectifs qui se donneront pour mission de faire exister, à travers la création théâtrale, une culture algérienne, malgré l'impact historique de celle du colonisateur. Certains, comme Abdelkader Alloula, œuvrent pour la création d'une troupe autonome conçue selon un modèle quasi-professionnel.
Mohamed Boudia, quant à lui, fonde sous l'égide du Ministère de l'éducation, le TNA (Théâtre national d'Alger) dont il devient le premier administrateur, et nationalise tous les théâtres, dans la perspective d'un théâtre algérien à vocation universelle. 
De nos jours, l’activité théâtrale est marquée par des programmes de création locale et d’adaptation de pièces de grande renommée[réf. nécessaire]. L’Algérie dispose à ce titre d’un théâtre national, de sept théâtres régionaux et de nombreuses troupes dites de « théâtre amateur ».

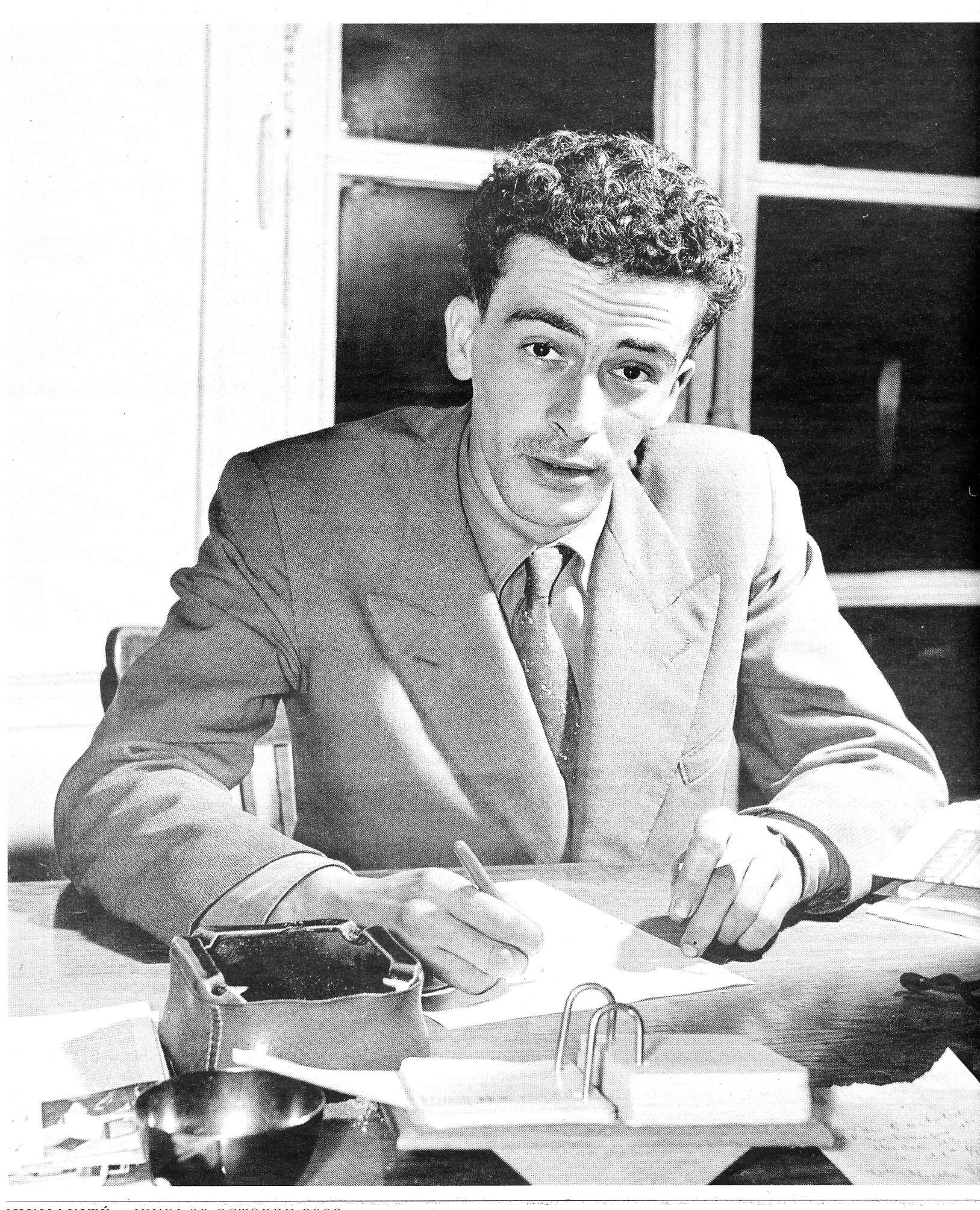
Kateb Yacine (1929-1989)
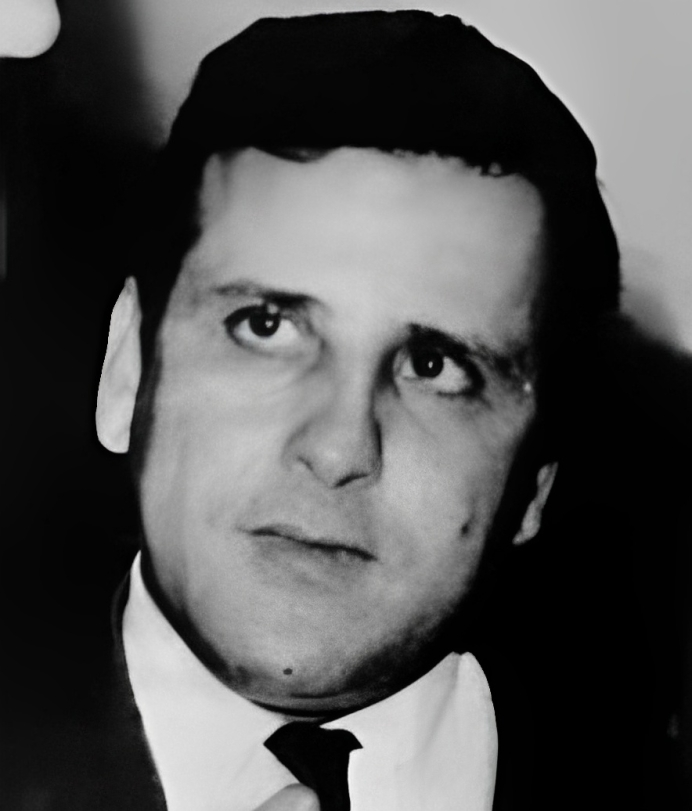
Mohamed Boudia (1932-1973)
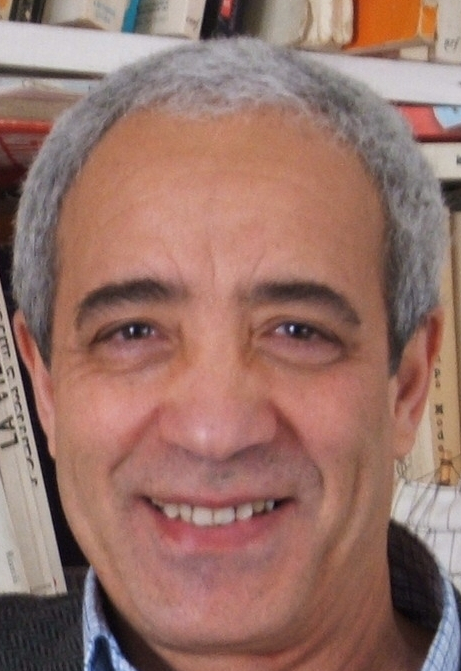
Kadour Naimi (1945-)

## 21esiècle

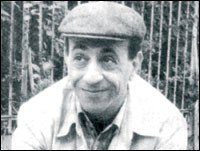
Abdellah Mohya (1950-2004)
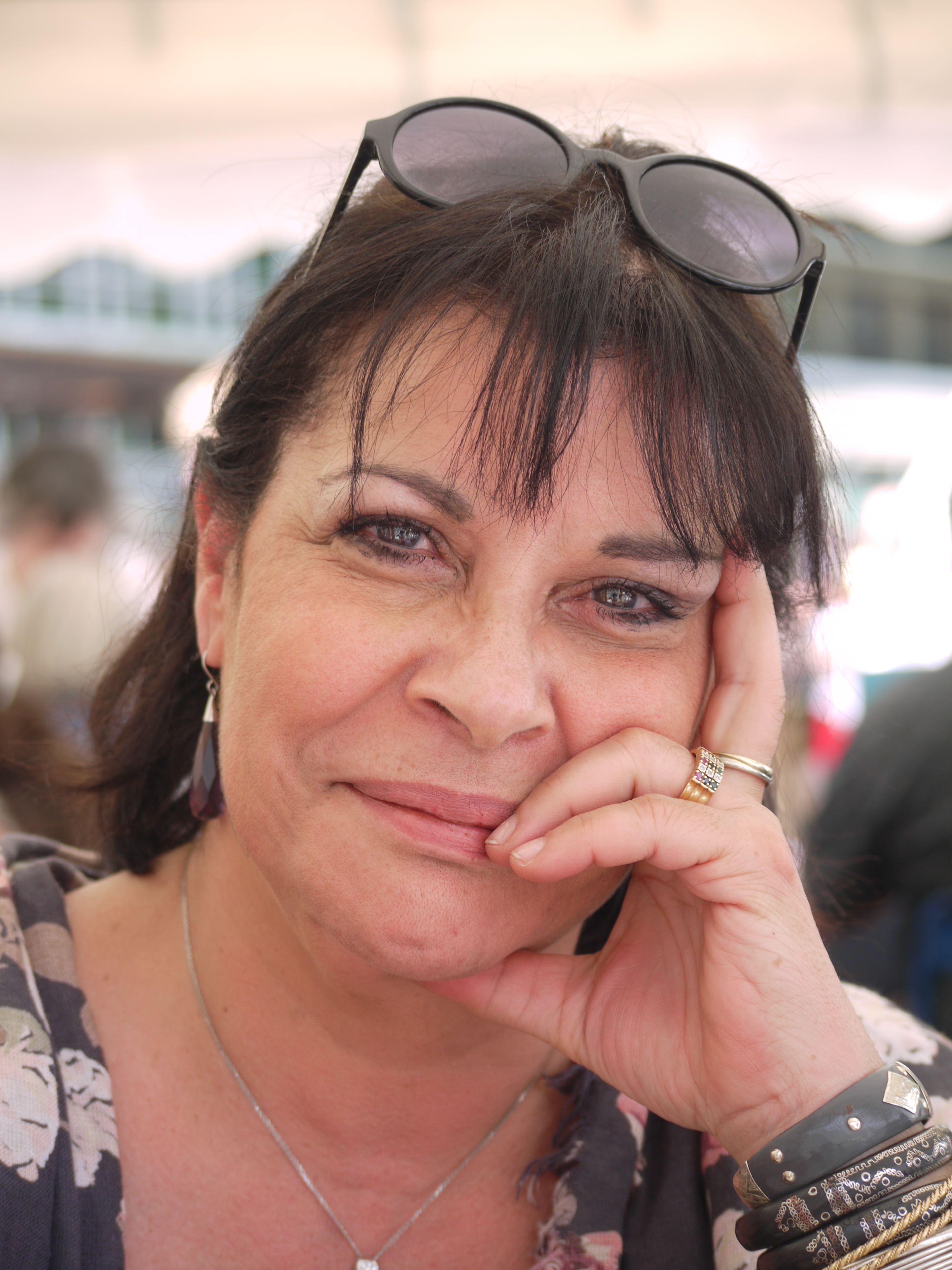
Maïssa Bey (1950-)
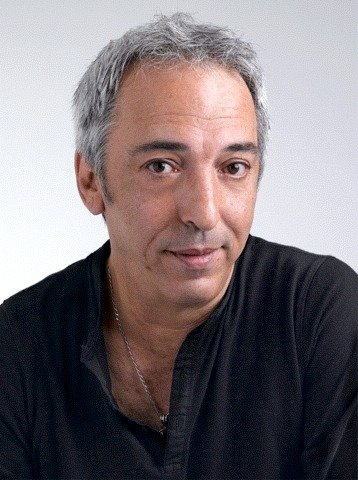
Aziz Chouaki (1951-)
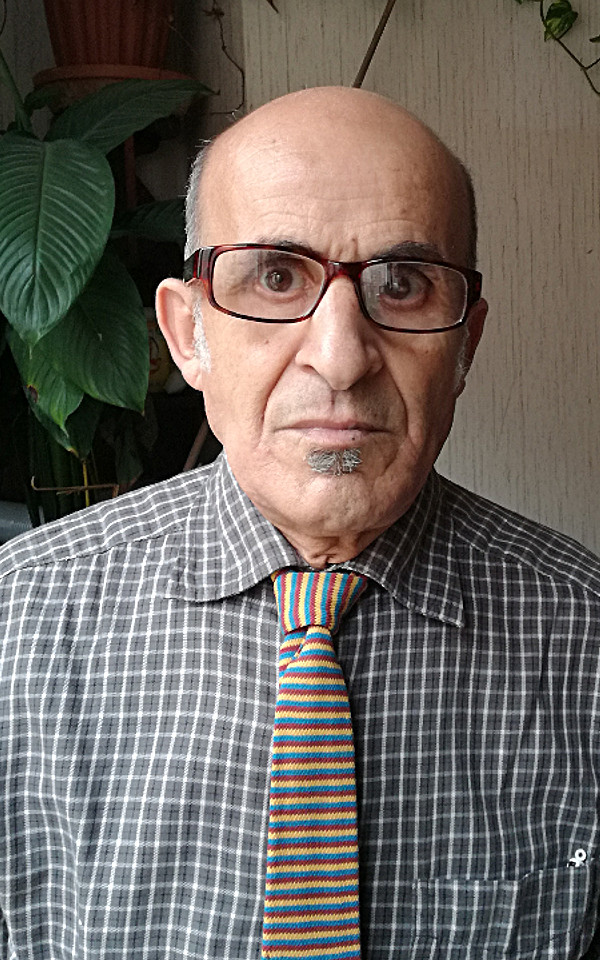
N.E. Tatem (1956-)
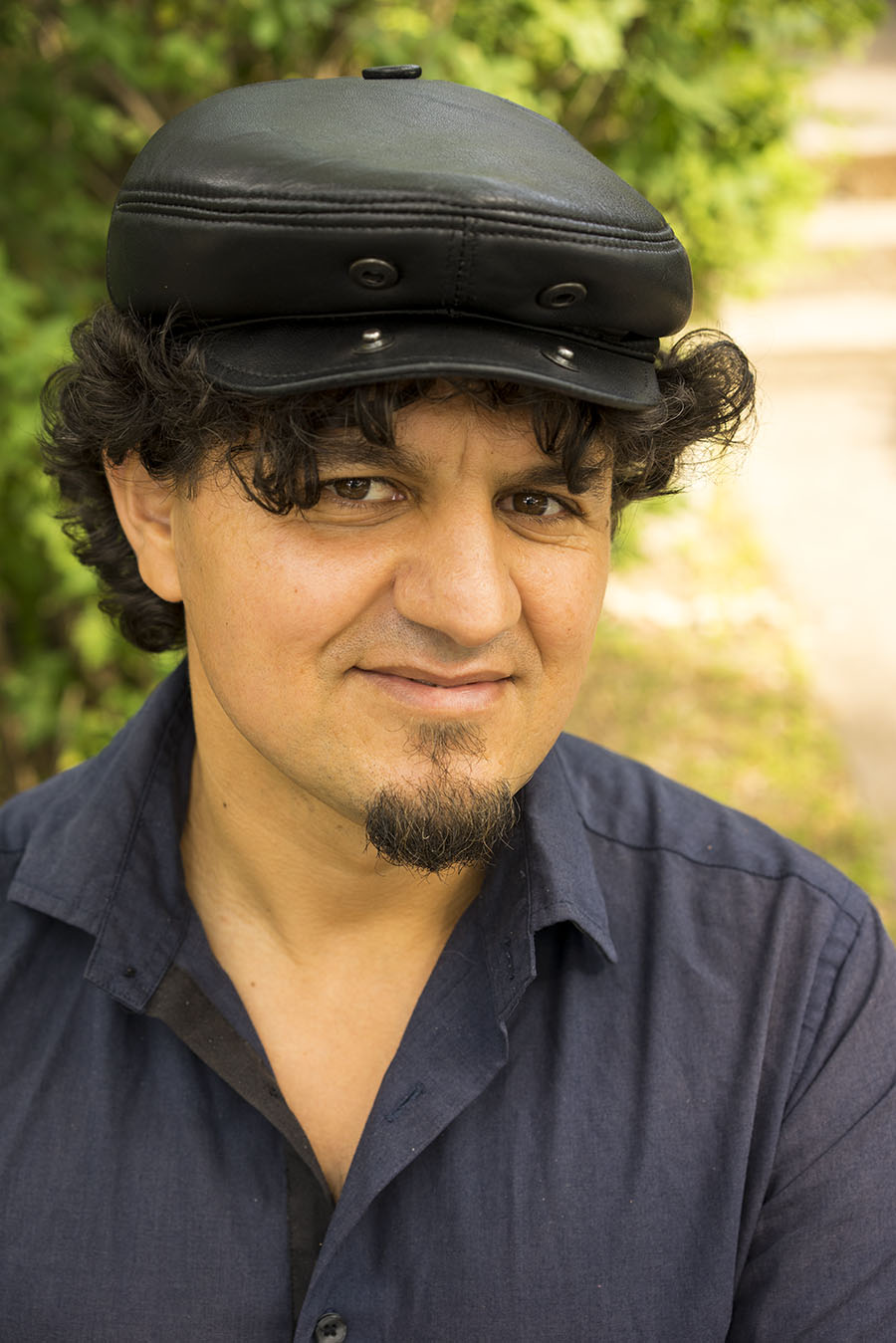
Karim Akouche (1978-)
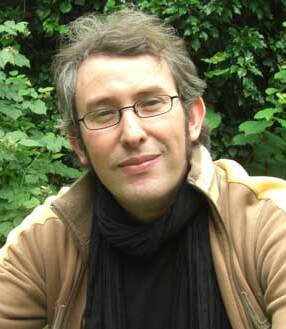
Mustapha Benfodil (1968)